# FC Grenchen
Der FC Grenchen 15 (FCG) ist ein Fussballverein aus der Stadt Grenchen im Kanton Solothurn. Der Verein entstand am 19. Juni 2015 durch die Fusion der zwei Grenchner Traditionsvereine, dem FC Grenchen (gegründet 1906) und dem FC Wacker Grenchen (gegründet 1917).

## Geschichte
Der FC Grenchen wurde 1906 gegründet und war lange Zeit das erfolgreichste Team der Region. 1937 gelang dem FCG der Aufstieg in die Nationalliga A. Bis 1995 gehörten die Uhrenstädter (Grenchen ist bekannt für sein Uhrmacherhandwerk) immer den zwei höchsten Spielklassen an. Im Sommer 2015 fusionierte der FC Grenchen mit dem FC Wacker Grenchen. Der fusionierte Verein heisst deshalb neu FC Grenchen 15.
Im Sommer 2017 stiess mit dem FC Fulgor Grenchen (gegründet 1925) noch ein dritter altehrwürdiger Grenchner Verein durch Fusion zur FCG 15-Familie.
Die grössten sportlichen Erfolge hatte der FCG in den Nachkriegsjahren, wobei der Cupsieg 1959 (Trainer: Franz Linken) und der Vizemeistertitel 1964 die Höhepunkte in der Vereinsgeschichte bedeuteten.
Seit der Zwangsrelegation aus der Nationalliga B im Jahre 1995 spielte der FC Grenchen in der 1. Liga. Nach den beiden sportlichen Abstiegen in den Saisons 2014/15 und 2015/16 spielte er 2. Liga regional. 2018/19 stieg der FC Grenchen in die 2. Liga interregional auf.

## Bekannte Spieler und Trainer

### Bekannte Spieler
- Erwin Ballabio (193?–1936) Jugend, (1936–1956) Spieler, ist der berühmteste Spieler des FC Grenchen.
- Fritz Sidler (1950–1963), Schweizer Pokalsieger mit dem FCG 1959.
- Karl Decker (1956–1958), als Spielertrainer Aufstieg und Klassenerhalt
- Otto Pfister (1960–1961), stürmte in der Saison 1960/61 für den FCG. Als Trainer gelangte er als „Weltenbummler“ zu Berühmtheit.
- Klaus Stürmer (1967–1969), deutscher Nationalspieler, Ex-Hamburger SV
- Stephan Beckenbauer (1991–1992), Sohn von Franz Beckenbauer
- Włodzimierz Ciołek (1987–1990), WM-Dritter

### Bekannte Trainer
- Franz Linken (1958–1965), als Trainer unter anderem Cupsieger mit dem Club 1959.
- Zlatko „Czik“ Čajkovski (1980), vormaliger Weltklassespieler, Meister mit Köln, führte in 1960ern Bayern zur Spitze
- Hubert Kostka (1989–1993)

## Stadion
Beheimatet ist der FC Grenchen im Stadion Brühl, dem grössten Stadion des Kantons. Dieses hat 1'300 gedeckte Sitzplätze, 800 ungedeckte Sitzplätze und 8'800 Stehplätze und damit ein Fassungsvermögen von 10'900 Plätzen.

## Uhrencup
Seit 1962 führt der FC Grenchen in der Sommerpause den Uhrencup durch. Damit gilt der Uhrencup als das älteste Vorbereitungsturnier der Schweiz und kann regelmässig ein attraktives Teilnehmerfeld bieten. So spielten zuletzt Celtic Glasgow, der FC Schalke 04, Bayer 04 Leverkusen, der 1. FC Köln, Trabzonspor, der FC Liverpool, der SV Werder Bremen, Borussia Dortmund, der FC Twente Enschede, Deportivo La Coruña, der VfB Stuttgart und der Hertha BSC im Uhrencup.
Der Gastgeber konnte das Turnier 7 Mal – 1962, 1971, 1981, 1982, 1985, 1996, 1999 – gewinnen. Rekordsieger ist der FC Basel mit 13 Turniersiegen.

## Erfolge
- 1 × Schweizer Cupsieger: 1959
- 5 × Schweizer Vizemeister: 1939, 1940, 1942, 1959, 1964
- 3 × Schweizer Cupfinalist: 1940, 1948, 1960
- 7 × Uhrencupsieger: 1962, 1971, 1981, 1982, 1985, 1996, 1999

## Ewige Tabelle
Der FC Grenchen liegt derzeit auf dem 16. Rang der ewigen Tabelle der Super League.

## Ligazugehörigkeit
- 1924–1931: Nationalliga A
- 1937–1951: Nationalliga A
- 1951–1952: Nationalliga B
- 1952–1956: Nationalliga A
- 1956–1957: Nationalliga B
- 1957–1968: Nationalliga A
- 1968–1971: Nationalliga B
- 1971–1973: Nationalliga A
- 1973–1985: Nationalliga B
- 1985–1986: Nationalliga A
- 1986–1995: Nationalliga B
- 1995–2015: 1. Liga
- 2015–2016: 2. Liga interregional
- 2016–2019: 2. Liga SOFV
- 2019–2023: 2. Liga interregional
- 2023-....: 2. Liga SOFV